# アルビ＝カルモー国立高等鉱業学校
アルビ＝カルモー国立高等鉱業学校（École Nationale Supérieure des Mines d'Albi-Carmaux）は、フランス・アルビの技師学校（グランゼコール）。